# Chamaeza campanisona
Il tordo formichiero codacorta o formicario codacorta (Chamaeza campanisona (Lichtenstein, 1823)) è un uccello passeriforme della famiglia Formicariidae.

## Etimologia
Il nome scientifico della specie, campanisona, deriva dal latino e significa "che suona come una campana", in riferimento ai richiami di questi uccelli.

## Descrizione

### Dimensioni
Misura 19-20 cm di lunghezza, per 64-112 g di peso.

### Aspetto

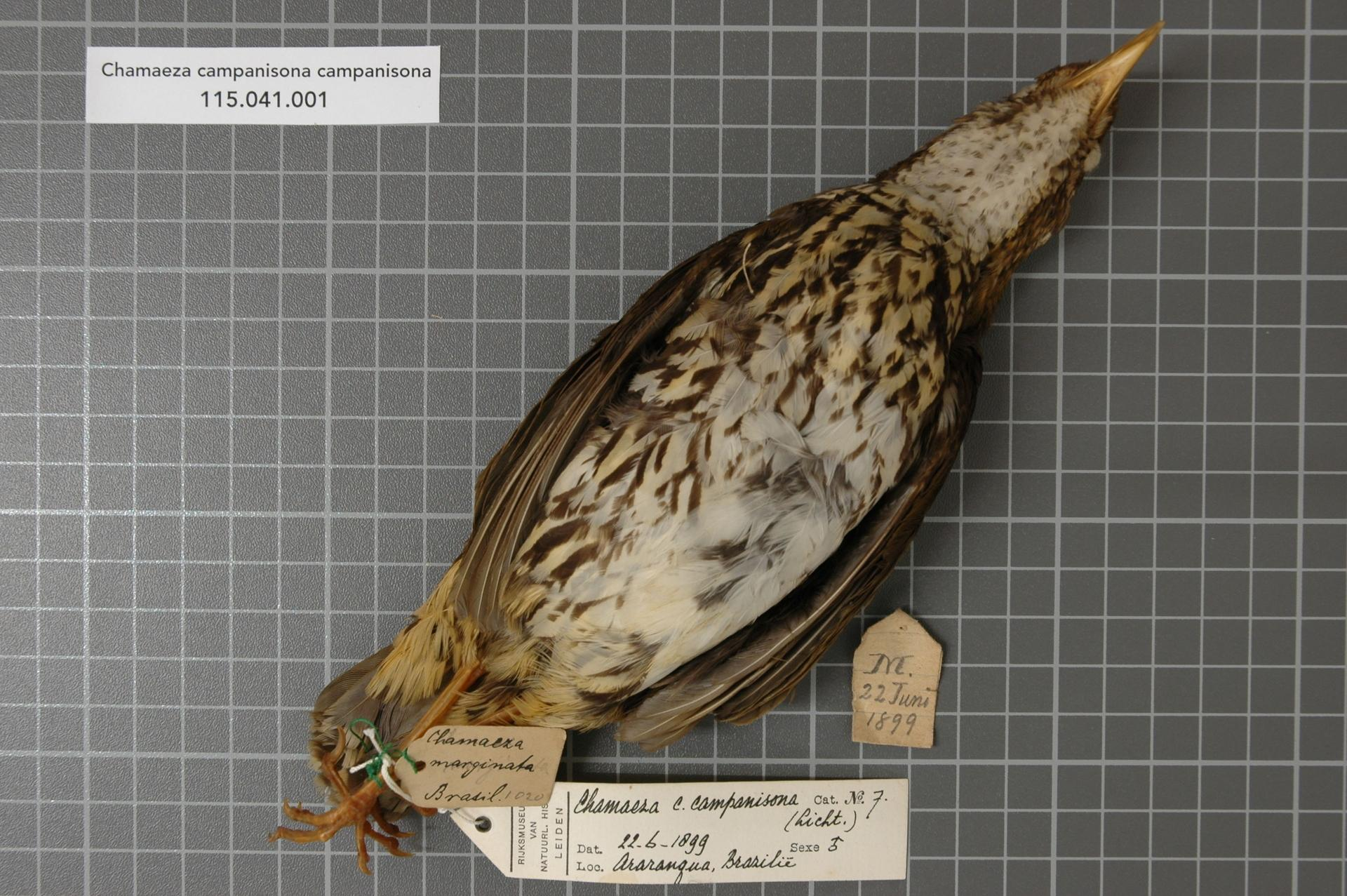
Visione ventrale di esemplare impagliato.

Si tratta di uccelli dall'aspetto paffuto e massiccio, muniti di testa arrotondata con becco sottile e appuntito, ali corte e arrotondate, zampe allungate e coda molto corta (da cui il nome comune) e squadrata.
Il piumaggio si presenta di colore bruno scuro su dorso, dali, codione, e coda, mentre la testa è di colore bruno nocciola con presenza di sopracciglio, gola e banda guanciale a mezzaluna di colore bianco: anche la parte centrale del ventre è di questo colore, mentre il sottocoda è di colore bruno-giallastro e petto e fianchi presentano penne bianche ma con base e lati di colore bruno, a dare all'area un effetto screziato.
Il becco si presenta di colore nerastro con punta grigio-avorio superiormente ed unicamente di quest'ultimo colore inferiormente, mentre le zampe sono di colore carnicino-rosato e gli occhi sono di colore bruno scuro.

## Biologia
Si tratta di uccelli dalle abitudini di vita diurne e generalmente solitarie, che durante il periodo degli amori tendono a muoversi in coppie e all'infuori di esso possono riunirsi verso sera in posatoi comuni che arrivano a contare una trentina d'individui, che passano insieme la notte: essi passano gran parte della giornata alla ricerca di cibo al suolo o nelle immediate vicinanze di esso, pronti a nascondersi nel folto della vegetazione cespugliosa al minimo cenno di disturbo.
Il richiamo di questi uccelli comprende delle note iniziali crescenti e metalliche (simili ai rintocchi di una campana, da cui il nome scientifico della specie) che improvvisamente divengono più gravi e starnazzanti verso la fine del verso.

### Alimentazione
Si tratta di uccelli dalla dieta essenzialmente insettivora, incentrata su insetti ed altri piccoli invertebrati (principalmente ragni) reperiti al suolo o fra i cespugli frugando col becco fra i detriti e le foglie: sporadicamente, il tordo formichiero codacorta si ciba anche di frutta e bacche.

### Riproduzione
Si tratta di uccelli monogami, la cui stagione riproduttiva mostra una certa irregolarità in quanto legata all'inizio della stagione delle piogge, estendendosi da maggio a luglio nel nord dell'areale e da settembre a dicembre nel sud.

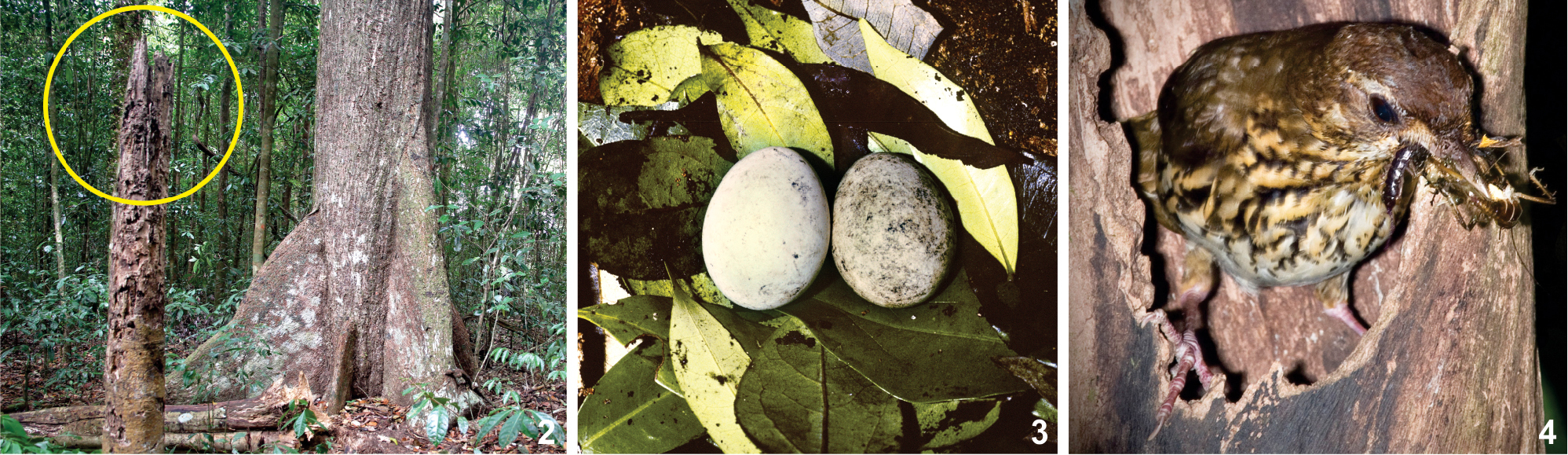
Dettagli della riproduzione: da sx verso dx sito di nidifcazione, uova, adulto con cibo per la prole).

Il nido viene costruito dalla femmina (col maschio che frattanto sorveglia i dintorni) nella cavità di un albero a un paio di metri dal suolo, foderando l'interno con fibre vegetali e foglie (che vengono regolarmente sostituite) a formare una struttura globosa, nella quale vengono deposte due uova bianche: i nidi vengono talvolta utilizzati varie volte, anche a distanza di anni.

La femmina cova da sola le uova per circa 19 giorni, periodo durante il quale il maschio si occupa di sorvegliare i dintorni del sito di nidificazione e di reperire il cibo per sé e per la compagna: durante l'incubazione, le uova assumono una tonalità verdastra, dovuta alla decomposizione delle foglie che compongono il nido.

Alla schiusa, i piccoli sono ricoperti da un leggero piumino grigio-violetto, e rimangono costantemente appallottolati insieme: ambedue i genitori si occupano di accudirli, imbeccandoli abbondantemente con insetti e larve (in Argentina più della metà dell'alimentazione dei nidiacei è composta da bruchi), ragni e bacche. I piccoli s'involano a circa tre settimane dalla schiusa, seguendo i genitori per un breve periodo prima di allontanarsene e disperdersi.

## Distribuzione e habitat

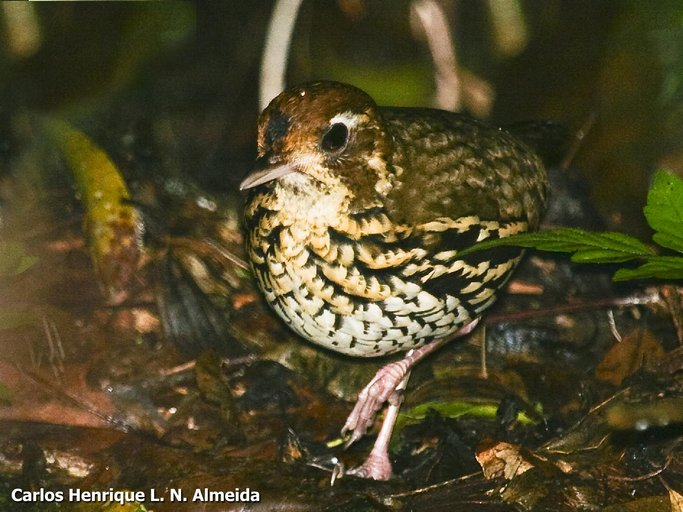
Esemplare al suolo a Ribeirão Grande.

Il tordo formichiero codacorta occupa un areale piuttosto vasto che comprende le aree periferiche del Sudamerica centrale e settentrionale, estendendosi lungo le pendici orientali delle Ande dalla Colombia centro-orientale in direttrice nord-est fino al Venezuela settentrionale (stati di Aragua e Miranda) e in direttrice sud-est attraverso Ecuador e Perù orientali fino alla Bolivia centro-settentrionale: questi uccelli popolano inoltre il massiccio della Guiana dal sud del Venezuela al Suriname centrale e la fascia costiera occidentale del continente dal Brasile orientale (sud del Bahia, con popolazioni isolate nella microregione di Baturité e a Quebrangulo) al Paraguay orientale ed al nord dell'Argentina (province di Misiones e Corrientes).
L'habitat di questi uccelli è rappresentato dalla foresta pluviale montana primaria e secondaria, purché ben matura e con sottobosco non eccessivamente folto.

## Tassonomia
Se ne riconoscono 11 sottospecie:

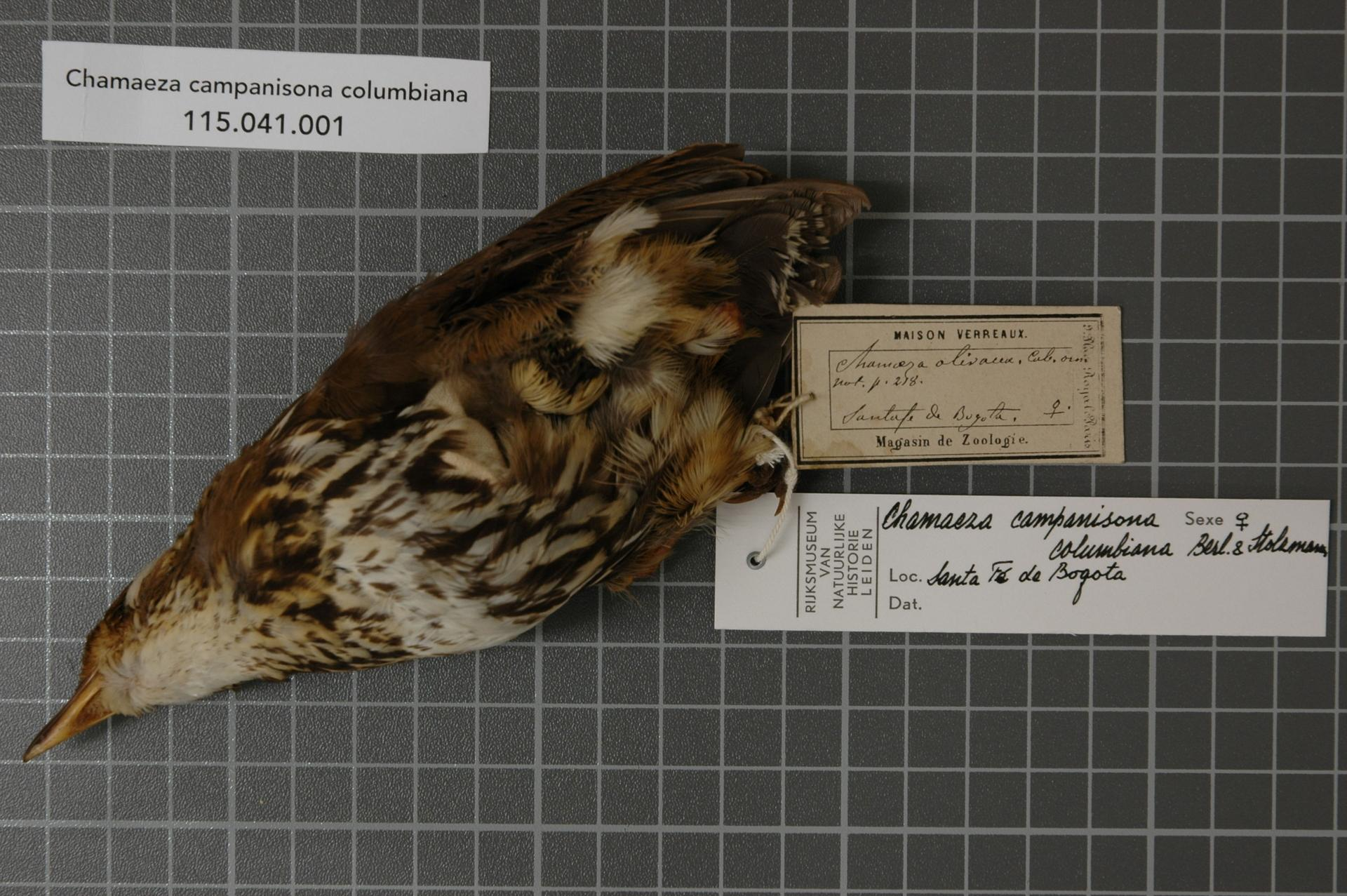
Esemplare impagliato della sottospecie columbiana.

- Chamaeza campanisona columbiana Berlepsch & Stolzmann, 1896 – endemica della Colombia sud-orientale;
- Chamaeza campanisona punctigula Chapman, 1924 – diffusa in Ecuador orientale e Perù settentrionale, fino alle sponde settentrionali del Marañón;
- Chamaeza campanisona olivacea Tschudi, 1844 - endemica delle pendici andine nord-orientali del Perù centrale;
- Chamaeza campanisona huachamacarii Phelps Sr. & Phelps Jr., 1951 – endemica del Cerro Huachamacari;
- Chamaeza campanisona berlepschi Stolzmann, 1926 – diffusa nel Perù sud-orientale e nell'estremo nord-ovest della Bolivia;
- Chamaeza campanisona venezuelana Ménégaux & Hellmayr, 1906 – diffusa in Venezuela nord-occidentale dal Táchira al Miranda;
- Chamaeza campanisona yavii Phelps Sr. & Phelps Jr., 1947 – endemica del Cerro Yaví;
- Chamaeza campanisona obscura Zimmer & Phelps Sr., 1944 – endemica del sud del Venezuela (Bolívar e sud dell'Amazonas);
- Chamaeza campanisona fulvescens Salvin & Godman, 1882 – diffusa sul massiccio della Guiana dal Roraima al Tafeòberg;
- Chamaeza campanisona boliviana Hellmayr & Seilern, 1912 – endemica del centro-nord della Bolivia, da La Paz a Santa Cruz;
- Chamaeza campanisona campanisona (Lichtenstein, 1823) - la sottospecie nominale, diffusa lungo la costa orientale del Brasile a sud fino al confine con Paraguay e Argentina;

Alcuni riconoscerebbero inoltre una sottospecie tshororo dell'area di confine fra Paraguay, Brasile e Argentina, sinonimizzata con la nominale: le popolazioni del nord del Ceará, anch'esse ascritte alla sottospecie nominale, potrebbero invece rappresentare una sottospecie o addirittura una specie a sé stante.
Le sottospecie possono essere distinte in base a criteri morfometrici e vocali in cinque gruppi:
- un primo gruppo, comprendente le sottospecie settentrionali (fulvescens, obscura, yavii, huachamacarii) dai richiami bassi e veloci;
- un secondo gruppo, comprendente la sola sottospecie venezuelana, dalla canzone corta e dalle note lente;
- un terzo gruppo, comprendente le sottospecie nord-occidentali  columbiana e punctigula, dal tono simile a venezuelana ma con canzone più lunga e con note più corte;
- un quarto gruppo, comprendente le sottospecie peruviane olivacea, berlepschi e boliviana, dalla canzone con molte note emesse velocemente;
- un quinto gruppo, comprendente la sola sottospecie nominale, dalla canzone simile a quella del quarto ma con meno note più lente;

Questi gruppi, qualora le differenze a livello di vocalizzazioni venissero supportate da differenze di carattere genetico, potrebbero rappresentare tre differenti specie (oltre a C. campanisona, comprendente le popolazioni del quarto e del quinto gruppo, anche C. fulvescens comprendente quelle del primo e C. columbiana comprendente quelle del secondo e del terzo).